# Gaming house

Une gaming house est un lieu de vie et d'entraînement destiné aux équipes professionnelles de sport électronique. 

## Concept
Elle est constituée d'espaces de vie et d'espaces de travail (salles informatiques équipées pour le jeu vidéo). Rémy Chanson, directeur d'une gaming house à Marseille, définit une gaming house comme « un endroit où les joueurs peuvent s’entraîner ensemble pour préparer des compétitions ou directement les faire de chez nous. Beaucoup de compétitions se déroulent on-line ». « La gaming house permet aux joueurs de se réunir, de vivre ensemble ». La gaming house est donc un lieu visant à permettre aux joueurs de s'entraîner ensemble, mais également de créer un lien social et de les aider à avoir une meilleure dynamique d'équipe.
Elle permet entre autres d'éviter de longs trajets individuels pour les compétitions en groupe, avec un bon emplacement et une équipe regroupée au même endroit. La gaming house est également un atout pour la communication : par exemple, la présence d'un studio photo permettra de raccourcir les trajets et d'organiser rapidement une séance de prise de vues, plutôt que de devoir se déplacer chez un photographe ou reporter.

## Critiques
Dans un milieu encore très amateur comme celui du sport électronique, rien ne garantit une bonne organisation de la gaming house. On peut lister par exemple le manque de préparation avant l'installation dans sa gaming house, avec trois lits pour sept joueurs, pas d'ordinateur sur place ou une connexion Internet instable, en plus des difficultés à devoir gérer la vie ensemble après de mauvais résultats en compétition. Des questions d'hygiène et de respect de la vie privée sont également souvent soulevées, inhérentes à la cohabitation de jeunes adultes dans un espace réduit.

## Gaming Houses notables

### En France
- Team LDLC, en région parisienne, pour Counter Strike : Global Offensive, League of Legends, Overwatch et FIFA 17[5]
- Millenium, à Marseille[1]
- eSPORT Institute France, en région parisienne. Principalement pour : League of Legends,  (Dirigée par Akram RAHIEL).

### En Amérique du Nord
- CLG.CS (Counter-Strike: Global Offensive), la première équipe féminine (dirigée par Stéphanie Harvey) à emménager dans une gaming house.